# 大雄的結婚前夜
《大雄的結婚前夜》（台湾又译作），是一部於1999年3月6日發表的哆啦A夢短篇動畫電影，其內容是改編自哆啦A夢於1981年在朝日電視台播出的電視動畫《大雄的婚禮》。同年，製作團隊亦發表了《大雄的宇宙漂流記》和《哆啦A夢七小子與點心娜娜王國》兩部動畫電影。片長26分鐘。

## 劇情簡介
靜香和出木杉英才在空地排练白雪公主话剧，撞見這個情形的大雄開始焦慮未來能否真的娶靜香並共組家庭。 
因此他決定與哆啦A夢搭乘時光機，到未來看看大雄婚禮，结果哆啦A夢按早了一天，因此到了婚礼的前一天。大雄和哆啦A梦经历了一系列事情，受到了很深的教育。最后，大雄和静香终成眷属。

## 登場聲優
| 角色                   | 日本配音員 |
| ---------------------- | ---------- |
| 哆啦A夢                | 大山羨代   |
| 大雄                   | 小原乃梨子 |
| 靜香                   | 野村道子   |
| 小夫                   | 肝付兼太   |
| 胖虎                   | 立壁和也   |
| 出木杉英才             | 白川澄子   |
| 靜香的爸爸             | 久米明     |
| 靜香的媽媽             | 松原雅子   |
| 老師                   | 田中亮一   |
| 老奶奶、洋裝設計師     | 江森浩子   |
| 計程車司機             | 中嶋聰彥   |
| 高木先生               | 柴本浩行   |
| 女孩子、飯店的服務人員 | 渡邊美佐   |
| 隔壁的阿姨             | 水原琳     |

## 主題曲
| 類別   | 歌曲                       | 作詞       | 作曲 | 編曲 | 演唱                 |
| ------ | -------------------------- | ---------- | ---- | ---- | -------------------- |
| 片尾曲 | 《幸福之门》（幸せのドア） | 沢田知可子 | 林仁 | 林仁 | 中西保志・沢田知可子 |

## 外部連結
- www.dora - movie.com（页面存档备份，存于）
- 豆瓣电影上《大雄的結婚前夜》的資料 （简体中文）